# Fundación para la Investigación sobre el Sida
The Foundation for AIDS Research (Fundación para la Investigación sobre el Sida) es una organización no lucrativa estadounidense, fundada el año 1985 y dedicada a la ayuda de la investigación del sida, la prevención del VIH, la educación sobre el tratamiento, y la defensa de la enfermedad y la difusión en los medios de comunicación.
Antiguamente se llamaba The American Foundation for AIDS Research (Fundación Estadounidense para la Investigación sobre el Sida: amfAR).
Fundada en 1985, amfAR tiene su origen en la fusión de las organizaciones estadounidenses AIDS Medical Foundation de Nueva York y  National AIDS Research Foundation. Contando con libertar y flexibilidad para responder rápidamente a las oportunidades que surgen y con su determinación de invertir en investigación. Financiada mediante contribuciones voluntarias de individuos, fundaciones y corporaciones, ha invertido alrededor de 250 millones de dólares desde 1985 y ha realizado aportaciones a 2000 equipos de investigación en todo el mundo. 
En 1992 le fue concedido el Premio Príncipe de Asturias de la Concordia.